# José María de Pereda

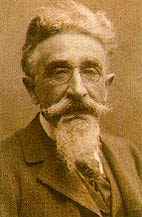
José María de Pereda

José María de Pereda, född 6 februari 1833, död 1 mars 1906, var en spansk författare.
Pereda blev redan med sina folklivsskildringar från Santander Escenas montañesas (1864), en av de främsta representanterna för den spanska litterära regionalismen. Bland Peredas senare folklivsskildringar märks Don Gonzalo González (1878), El sabor de la tierruca (1882), Sotileza (1882) samt särskilt Peñas arriba (1895). Därutöver märks även han skildringar av societetsliv i Madrid Pedro Sánchez (1883) och La Montálvez (1888). Peredas verk har alltid en konservativ och religiös prägel. Hans roman De tal palo, tal astilla (1880), betraktades som en motskrift mot Benito Pérez Galdós antiklerikala romaner. Hans Obras completas utgavs i 17 band 1889-1917.